# Podgaje (województwo mazowieckie)
Podgaje dawniej też Podgaj-Bobrek – wieś w Polsce położona w województwie mazowieckim, w powiecie białobrzeskim, w gminie Stromiec.
Administracyjnie wieś wchodzi w skład sołectwa Bobrek-Kolonia.
W latach 1975–1998 miejscowość należała administracyjnie do województwa radomskiego.